# Anita Wagner
Anita Wagner, nata Husarić (Tuzla, 27 giugno 1994), è una tennista bosniaca.

## Carriera
Anita Wagner ha vinto 18 titoli in doppio nel circuito ITF in carriera. Il 16 dicembre 2023 ha raggiunto il best ranking in singolare raggiungendo la 633ª posizione mondiale, mentre il 31 marzo 2025 ha raggiunto la 158ª posizione in doppio.
Prevalentemente una tennista specializzata nel doppio, ha iniziato a giocare a tennis all'età di sette anni. Si è sposata con il compagno Sebastian Wagner nell'ottobre 2021, e dal gennaio 2022 ha cambiato il cognome da Husarić a Wagner.
Nella prima Bundesliga di tennis, Husarić ha giocato per il TEC Waldau Stuttgart nel 2019 e nel 2022.
Fa parte della squadra bosniaca di Fed Cup compiendo il suo debutto nel 2009, dove ha un bilancio complessivo di 15 vittorie e 34 sconfitte.
Ha fatto il suo debutto nel circuito maggiore al Gastein Ladies 2013, grazie ad una wildcard per le qualificazioni, dove è stata sconfitta al primo turno dalla slovacca e settima testa di serie Michaela Hončová. Ritorna a disputare un torneo WTA nell'ottobre 2024 al Jasmin Open, dove prende parte al doppio insieme alla russa Ekaterina Jašina e raggiunge la prima semifinale della carriera a livello maggiore, dopo aver eliminato le belge Magali Kempen e Lara Salden e le teste di serie numero 4 Emily Appleton e Martyna Kubka, per poi cedere alle future campionesse del torneo Anna Blinkova e Mayar Sherif racimolando appena tre giochi.

## Statistiche ITF

### Doppio

#### Vittorie (18)
| Torneo $100.000 (0) |
| Torneo $80.000 (0)  |
| Torneo $75.000 (0)  |
| Torneo $60.000 (1)  |
| Torneo $50.000 (0)  |
| Torneo $40.000 (0)  |
| Torneo $25.000 (5)  |
| Torneo $15.000 (1)  |
| Torneo $10.000 (11) |

| N.  | Data              | Torneo                                 | Superficie  | Compagna             | Avversaria in finale                   | Punteggio         |
| 1.  | 21 novembre 2011  | ITF Women's Circuit Monastir, Monastir | Cemento     | Viktorija Tomova     | Anastasija Charčenko Nicole Melichar   | 6-3, 5-7, [10-5]  |
| 2.  | 8 febbraio 2014   | GD Tennis Academy, Adalia              | Terra rossa | Al'ona Sotnikova     | Laura Ioana Andrei Svjatlana Piraženka | 5–7, 6–4, [10–6]  |
| 3.  | 24 maggio 2014    | Tennis Organisation, Adalia            | Terra rossa | Francesca Palmigiano | Ximena Hermoso Daiana Negreanu         | w/o               |
| 4.  | 26 maggio 2014    | Tarsus Cup, Tarso                      | Terra rossa | Kimberley Zimmermann | Anastasija Pivovarova Melis Sezer      | 6-4, 6-2          |
| 5.  | 16 agosto 2014    | Brcko Ladies Open, Brčko               | Terra rossa | Ema Burgić           | Ina Kaufinger Natálie Novotná          | 6-1, 6-4          |
| 6.  | 11 gennaio 2015   | GD Tennis, Adalia                      | Terra rossa | Danielle Mills       | Anne Schäfer Lenka Wienerová           | 6–4, 4–6, [12–10] |
| 7.  | 16 febbraio 2015  | GD Tennis Academy, Adalia              | Terra rossa | Kimberley Zimmermann | Başak Eraydın Verena Meliss            | 6–0, 6–3          |
| 8.  | 9 maggio 2015     | Tennis Organisation Cup, Adalia        | Cemento     | Al'ona Sotnikova     | Nicoleta Dascălu Camilla Rosatello     | 6-1, 6-2          |
| 9.  | 13 giugno 2015    | GMP Banja Luka Ladies Open, Banja Luka | Terra rossa | Laëtitia Sarrazin    | Nikolina Jović Jasmina Tinjić          | 6–2, 6–0          |
| 10. | 13 agosto 2015    | ITF Ladies Innsbruck, Innsbruck        | Terra rossa | Dar'ja Lodikova      | Natasha Bredl Nikola Hofmanova         | 6–4, 4–6, [10–7]  |
| 11. | 28 maggio 2016    | Tennis Organisation Cup, Adalia        | Cemento     | Yuliana Lizarazo     | Francesca Stephenson Erika Vogelsang   | 4–6, 6–4, [10–3]  |
| 12. | 23 settembre 2016 | Royal Cup NLB Montenegro, Podgorica    | Terra rossa | Quirine Lemoine      | Ivana Jorović Xenia Knoll              | 3–6, 6–4, [10–4]  |
| 13. | 12 dicembre 2020  | Magic Tours, Monastir                  | Cemento     | Nefisa Berberović    | Celia Cerviño Ruiz Olivia Gram         | 6-4, 6-4          |
| 14. | 19 agosto 2023    | Erwitte Open, Erwitte                  | Terra rossa | Nika Radišić         | Ekaterina Ovčarenko Amarissa Tóth      | 7-6(0), 6-0       |
| 15. | 31 agosto 2023    | CMG Tennis Cup, Trieste                | Terra rossa | Nika Radišić         | Mariana Dražić Anastasija Gasanova     | 6-1, 6-1          |
| 16. | 29 marzo 2024     | Open Terrassa, Terrassa                | Terra rossa | Nika Radišić         | Yvonne Cavallé Reimers Vasanti Shinde  | 7-5, 7-6(7)       |
| 17. | 30 agosto 2024    | CMG Tennis Cup, Trieste                | Terra rossa | Anastasia Abbagnato  | Živa Falkner Amarissa Tóth             | 6-3, 4-6, [11-9]  |
| 18. | 21 settembre 2024 | Pirulo Cup Pazardzhik, Pazardžik       | Terra rossa | Veronika Erjavec     | Lia Karatančeva Sapfo Sakellaridi      | 7-5, 3-6, [10-5]  |

#### Sconfitte (27)
| Torneo $100.000 (1) |
| Torneo $80.000 (0)  |
| Torneo $75.000 (0)  |
| Torneo $60.000 (0)  |
| Torneo $50.000 (0)  |
| Torneo $40.000 (0)  |
| Torneo $25.000 (13) |
| Torneo $15.000 (5)  |
| Torneo $10.000 (8)  |

| N.  | Data              | Torneo                                                                                                | Superficie  | Compagna             | Avversaria in finale                       | Punteggio           |
| 1.  | 8 luglio 2013     | Trofeul Municipiului Iași, Iași                                                                       | Terra rossa | Kateryna Sliusar     | Irina Bara Diana Buzean                    | 2-6, 1-6            |
| 2.  | 25 febbraio 2023  | Sarajevo Ladies Open, Sarajevo                                                                        | Terra rossa | Lisa-Maria Moser     | Vivien Juhászová Tereza Malíková           | 4-6, 1-6            |
| 3.  | 1º dicembre 2013  | GD Tennis Cup, Adalia                                                                                 | Terra rossa | Kimberley Zimmermann | Natalija Kostić Karin Morgošová            | 6(2)–7, 4–6         |
| 4.  | 14 giugno 2014    | Vrnjacka Banja Open, Banja Luka                                                                       | Terra rossa | Daiana Negreanu      | Gabriela Pantůčková Barbora Štefková       | w/o                 |
| 5.  | 18 ottobre 2014   | Hellenic Zeus ITF Pro Circuit, Heraklion                                                              | Cemento     | Laëtitia Sarrazin    | Yumi Nakano Julija Stamatova               | 1-6, 2-6            |
| 6.  | 15 novembre 2014  | Hellenic Zeus ITF Pro Circuit, Heraklion                                                              | Cemento     | Marine Partaud       | Natalia Siedliska Julia Wachaczyk          | 2-6, 7-6(2), [6-10] |
| 7.  | 18 settembre 2015 | Brcko Ladies Open, Brčko                                                                              | Terra rossa | Janina Toljan        | Ágnes Bukta Vivien Juhászová               | 7–5, 4–6, [8–10]    |
| 8.  | 4 ottobre 2015    | Tennis Organisation, Adalia                                                                           | Cemento     | Ayla Aksu            | Vivien Juhászová Aryna Sabalenka           | 1-6, 3-6            |
| 9.  | 13 giugno 2016    | Braunschweig Women's Open, Braunschweig                                                               | Terra rossa | Nina Stojanović      | Katharina Gerlach Katharina Hobgarski      | 4-6, 3-6            |
| 10. | 24 giugno 2016    | Darmstadt Tennis International, Darmstadt                                                             | Terra rossa | Dalila Jakupović     | Valentini Grammatikopoulou Anna Kalinskaja | 4-6, 1-6            |
| 11. | 25 luglio 2016    | Horb Tennis Open, Horb am Neckar                                                                      | Terra rossa | Oleksandra Korašvili | Richèl Hogenkamp Lesley Kerkhove           | 1-6, 6(2)-7         |
| 12. | 28 agosto 2016    | ITF Franconia Open, Norimberga                                                                        | Terra rossa | Katharina Hobgarski  | Dasha Ivanova Petra Krejsová               | 7–5, 1–6, [8–10]    |
| 13. | 21 gennaio 2017   | Internationaler Württembergische Hallenmeisterschaften um den Südwestbank-Cup, Stoccarda              | Cemento (i) | Kimberley Zimmermann | Miriam Kolodziejová Markéta Vondroušová    | 6(3)-7, 5-7         |
| 14. | 10 giugno 2017    | Bredeney Ladies Open, Essen                                                                           | Terra rossa | Kimberley Zimmermann | Carolin Daniels Lidzija Marozava           | 1–6, 4–6            |
| 15. | 28 ottobre 2017   | Forte Village International Tournament, Pula                                                          | Terra rossa | Elena Bogdan         | Cristina Dinu Camilla Rosatello            | 2-6, 1-6            |
| 16. | 1º luglio 2018    | Internationale Württembergische Damen-Tennis-Meisterschaften um den Stuttgarter Stadtpokal, Stoccarda | Terra rossa | Tammi Patterson      | Irina Fetecău Aymet Uzcátegui              | 2–6, 6–3, [4–10]    |
| 17. | 5 dicembre 2020   | Magic Tours, Monastir                                                                                 | Cemento     | Nefisa Berberović    | Bojana Marinković Yvonne Cavallé Reimers   | 1-6, 4-6            |
| 18. | 30 gennaio 2021   | Egypt ITF World Tennis Tour, Il Cairo                                                                 | Terra rossa | Dea Herdželaš        | Quirine Lemoine Gabriella Mujan            | 6-4, 3-6, [6-10]    |
| 19. | 21 agosto 2021    | Carinthian Open, Villaco                                                                              | Terra rossa | Aleksandra Pospelova | Melania Delai Pia Lovrič                   | 6–0, 2–6, [3–10]    |
| 20. | 17 giugno 2022    | Open TCM Denain La Porte du Hainaut, Denain                                                           | Terra rossa | Kamilla Bartone      | Katharina Hobgarski Valerija Strachova     | 0-6, 4-6            |
| 21. | 17 settembre 2022 | ForteVillage ITF Trophy, Pula                                                                         | Terra rossa | Lu Jiajing           | Jibek Kulambaeva Darja Semeņistaja         | 2-6, 2-6            |
| 22. | 3 marzo 2023      | Engie Open de Touraine, Joué-lès-Tours                                                                | Cemento (i) | Chiara Scholl        | Veronika Erjavec Justina Mikulskytė        | 4-6, 0-6            |
| 23. | 6 maggio 2023     | ForteVillage ITF Trophy, Pula                                                                         | Terra rossa | Lexie Stevens        | Oana Gavrilă Sapfo Sakellaridi             | 1-6, 1-6            |
| 24. | 30 giugno 2023    | Città di Tarvisio Tennis Cup, Tarvisio                                                                | Terra rossa | Nika Radišić         | Veronika Erjavec Dominika Šalková          | 0-6, 3-6            |
| 25. | 21 ottobre 2023   | ForteVillage ITF Trophy, Pula                                                                         | Terra rossa | Nika Radišić         | Martina Colmegna Lisa Pigato               | 4-6, 5-7            |
| 26. | 28 ottobre 2023   | Republican Girls, Istanbul                                                                            | Cemento (i) | Dalila Jakupović     | Ekaterina Jašina Anastasija Zacharova      | 3-6, 4-6            |
| 27. | 4 maggio 2024     | Wiesbaden Tennis Open, Wiesbaden                                                                      | Terra rossa | Himeno Sakatsume     | Samantha Murray Sharan Laura Pigossi       | 5-7, 2-6            |